# Evaristo Carvalho
Evaristo do Espírito Santo Carvalho (22. října 1941 – 28. května 2022 Lisabon) byl politik a mezi lety 2016 až 2021 čtvrtý prezident Svatého Tomáše a Princova ostrova.

## Životopis
Jako člen Nezávislé demokratické činnosti (ADI), byl jmenován premiérem 7. července 1994 prezidentem Miguelem Trovoadou po vyhození premiéra Norberta Costa Alegre a rozpuštění Národního shromáždění. Nové parlamentní volby, konané 2. října 1994, vyhrálo Hnutí za osvobození Svatého Tomáše a Princova ostrova – Sociálně demokratická strana, což mělo za následek nahrazení ve funkci premiéra Carlosem da Graçou 25. října 1994. Předsedou vlády byl opět 26. září 2001 do 28. března 2002.
Byl kandidátem na prezidentské volby v roce 2011. Skončil v prvním kole s 21,8 procenta hlasů druhý za bývalým prezidentem Manuelem Pintem da Costou, který zvítězil i v druhém kole s 52,9 procenty hlasů. Manuel Pinto da Costa byl prvním prezidentem Svatého Tomáše a Princova ostrova mezi lety 1975 až 1991.
V prezidentských volbách v červenci 2016 získal v prvním kole nejvíce hlasů, a to 49,8 procent hlasů. Druhý týden později se uskutečnilo druhé kolo. Nicméně Manuel Pinto da Costa bojkotoval druhé kolo poté, co prohlašoval, že první kolo bylo podvodné, To znamenalo, že Carvalho byl zvolen bez hlasování. Slavnostní inaugurace se odehrála 3. září 2016.
Jeho mandát vypršel 2. října 2021. Jeho nástupcem se stal politik Carlos Vila Nova.
Zemřel 28. května 2022 v Lisabonu po dlouhé nemoci. Bylo mu 80 let.